# Gjyste Vulaj
Gjyste Vulaj, född Dedvukaj 9 juni 1977 i Vuksanlekaj, Montenegro, är en albansk sångerska. 
Vulaj är främst populär i Albanien, Kosovo  och hon har gjort flertalet populära låtar, bland annat "Zemër Zemër". Utöver att Vulaj sjunger skriver hon även texterna till de flesta av hennes låtar. Hon är gift med Sokol Vulaj som kommer från samma by som Gjyste själv. Hon har även deltagit i olika musiktävlingar, och framträtt i TV-sända evenemang som Gëzuar.